# Cucaracha Hamilton
Dontrell "Cucaracha" Hamilton es el nombre de un supervillano ficticio que aparece en los cómics estadounidenses publicados por Marvel Comics.
El personaje fue interpretado por Dorian Crossmon Missick en la serie de televisión Luke Cage segunda temporada, que se desarrolla en Marvel Cinematic Universe. El actor también es el esposo de Simone Missick, quien interpreta a Misty Knight en la misma serie.

## Historial de publicación
Dontrell Hamilton apareció por primera vez en Luke Cage, Power Man # 28 (diciembre de 1975), creado por Don McGregor, George Tuska y Vinnie Colletta.

## Biografía del personaje ficticio
Dontrell Hamilton creció en Harlem. Cuando era niño, Dontrell estaba asustado por el ruido de la noche y gradualmente se acostumbraba a ellos y a las cucarachas que infestaban su hogar. Desde entonces, ha desarrollado una afinidad por las cucarachas y "Cheese Snipz".
Más adelante en su vida, Dontrell "Cucaracha" Hamilton se convirtió en una vida de crimen y se convirtió en un ejecutor de la mafia de Ray "Piranha" Jones. Durante una investigación de Dontrell, Power Man es atacado por hombres de Dontrell y Ray en los muelles del río Harlem. Power Man finalmente es eliminado y llevado al ático de Ray, pero se libera y ataca a Ray. Power Man y Ray caen en un estanque de pirañas, y Dontrell los sella y escapa.
Dontrell y Ray escaparon de su condena y se mudaron a Stamford, Connecticut. Como los lugareños no los aceptaban por su exigencia de protección de ellos, tres mujeres, Vita Buchetta, Ann Repucci y Annette Cortese, avergonzaron a la comunidad por aceptarlos mientras planeaban usarlos en secreto para comenzar su propia carrera criminal. Cuando  Terror Inc. fue contratado por una parte desconocida para matar a Ray, Dontrell no pudo defender a Ray porque "Josh" seguía atascado. Al examinar la información de los cartuchos, Terror Inc. se dio cuenta de que Ray los había contratado. Terror Inc. salvó a Ray de los mafiosos y al Punisher que llegaba cuando Dontrell persiguió a Terror Inc. en sus autos mientras Terror Inc. mataba a Ray.
Durante la historia de Shadowland, Dontrell aparece como miembro de Flashmob de Nightshade y ataca a Victor Álvarez. Dontrell disparó contra Victor hasta que Luke Cage aplastó su arma a su llegada y la de Iron Fist. El Flashmob fue remitido a la isla Ryker, pero el abogado de Nightshade, Big Ben Donovan, logró asegurar la liberación de Dontrell.
Más tarde, Hamilton aparece como uno de los criminales que discuten la recompensa que Tombstone había ofrecido a cualquiera que pudiera recuperar la Piedra de la Superalma de Luke Cage y Iron Fist. Cuando un grupo de vigilantes "preventivos" comienza a agredir a villanos inactivos, Hamilton se une a los familiares de varias de las víctimas para solicitar la ayuda de los Héroes de Alquiler. Cage tiene a Hamilton para ayudarlo a investigar la "huelga preventiva" haciéndole consultar con criminales como Piranha Jones. Después de descubrir que el Ataque Preventivo funciona para Alex Wilder, Hamilton traiciona a los Héroes de Alquiler y se une al Nuevo Orgullo de Alex Wilder junto con Black Mariah, Cottonmouth y Gamecock.

## Poderes y habilidades
Dontrell Hamilton no tiene superpoderes, pero es un tirador experto. Aunque comenzó con su escopeta de seis cañones que construyó con el nombre "Josh", Dontrell comenzó a usar artillería avanzada.

## Otras versiones

### Tierra-X
En la realidad de la Tierra-X, la historia de Hamilton de "Cucaracha" de Dontrell es la misma y ha muerto en algún momento.

### House of M
En la realidad de House of M, Dontrell "Cucaracha" Hamilton es un gánster mutante con apariencia de cucaracha.

## En otros medios
Cucaracha aparece en The Avengers: Earth's Mightiest Heroes, episodio "¿Quién se robo al Hombre Hormiga?". Es miembro de la pandilla de Crossfire. Durante la lucha contra Hank Pym, Luke Cage y Iron Fist, Dontrell dispara a Luke Cage muchas veces hasta que es eliminado por él.
Cucaracha aparece en la temporada 2 de Luke Cage, interpretado por Dorian Missick. Es un delincuente mezquino que dirige un casino fuera de los libros y acaba de salir de la cárcel, debido a que su condena fue descubierta por el difunto Detective Scarfe, quien había colocado un arma para asegurar el arresto de Cucaracha. También se sabe que es físicamente abusivo con su novia Andrea Powell y su hijo CJ. Él llama la atención de Luke cuando Luke está rastreando a jugadores criminales en Harlem que buscan comprar el negocio de las armas de Mariah Dillard. Luke rastrea a Cucaracha a su sala de juego y lo ataca, a lo que Cucaracha responde desplegando a "Josh" para expulsar a Luke por la ventana. Luego ataca a Drea, creyendo que ella se lo vendió a Luke, y Luke casi lo golpea hasta la muerte cuando es llamado por el anciano vecino de Cucaracha para que intervenga. Cucaracha demanda a Luke por sus heridas y Luke es presionado por Foggy Nelson para que asista a una fiesta organizada por Piranha Jones para pagar $ 150,000 a Cucaracha. Mientras tanto, Misty Knight recuerda el interrogatorio que ella y Scarfe le hicieron a Cucaracha y irrumpe en su apartamento con la intención de colocar una bala de Judas en uno de sus aparadores para encerrarlo. Sin embargo, en el último momento, recordando su consuelo a Scarfe después de que su hijo muriera, ella decide no seguir adelante. Cuando está a punto de irse, descubre un rastro de sangre y descubre que Bushmaster ha matado a Cucaracha y lo ha decapitado, poniendo su cabeza cortada y las cabezas de Mark Higgins y Andre Jackson en picas dentro de la entrada principal del nuevo complejo Shirley Chisholm de Mariah.